# Eulasia straussi
Eulasia straussi är en skalbaggsart som beskrevs av Ludwig Ganglbauer 1905. Eulasia straussi ingår i släktet Eulasia och familjen Glaphyridae. Inga underarter finns listade i Catalogue of Life.